# Aýna
Aýna – gmina w Hiszpanii, w prowincji Albacete, w Kastylii-La Mancha, o powierzchni 146,81 km². W 2011 roku gmina liczyła 794 mieszkańców.